# Карконоші
50°46′ пн. ш. 15°37′ сх. д. / 50.767° пн. ш. 15.617° сх. д.
Карконоші перекладається як «Гігантські гори» (чеськ. Krkonoše, пол. Krkonosze, нім. Riesengebirge) — це  гірський масив на території Польщі та Чехії. Він розташований у північно-східній Богемії (західна частина лежить у Ліберецькому краї, східна частина в Градець-Кралове) та на півдні польської частини Сілезії (у Нижньосілезькому воєводстві). Карконоші розташовані в центральній частині Західних Судет. Найвища гора Крконош і всієї Чехії Снєжка має висоту 1603 м над рівнем моря.   
Карконоші займають площу близько 650 км², з яких 185 км², або 28,46%, розташовано на території Польщі. Гірський хребет Вони простягаються на близько 40 км (від перевалу Шклярський на заході до перевалу Любавки на сході). Ширина хребту коливається від 8 до 20 км.
Карконоші належать до Всесвітньої мережі біосферних заповідників ЮНЕСКО і охороняються як каркошський національний парк.

## Назва
Назва, ймовірно, походить від давнього кореня Кар, що означає "камінь" або "гора". Чеські джерела також указують на можливість походження ороніма від слов'янського кластера: «krk» / «krak», що означало гори . У польських описах подорожей початку XIX століття вживається назва Карконоше і Крконоші, що означає "гірська сосна" (kosodřevina, kleč) або взагалі низькі, покручені гірські зарості (нім. krummholz ) і «noš» — носити.
У XIV столітті в Польщі Карконошами називали Сніжні гори. Назва Карконош спочатку стосувалася районів сучасного Високого кола й Казана. Назва Карконоші як гірського хребта з'являється в 1492 році в записі про поділ маєтку Штепаниці, а в 1499 році в документі Владислава II, а найстарішу збережену карту з цією назвою створено в Богемському королівстві у 1518 році. Перші свідчення про поширення назви на цілі гори в Чехії датуються 1517 роком, коли вжито назву Великі гори (Krkonošská hory). На карті Сілезії Мартіна Гельвіга в 1561 році гори позначено як "Riesenberg". Назва "Різенґебірґе" (нім. Riesengebirge) (Великі або Сніжні гори) для всього гірського масиву вперше згадується в 1571 році. Уперше корочену назву Карконоші в Чехії задокументовано 1601 року. У Чехії наприкінці 17 століття гори були відомі під різними назвами: Карконоші, Рипейні гори, Обровські гори, Снігові гори або Гігантські гори.
Сучасні назви Krkonoše в чеській, Riesengebirge в німецькій і Karkonosze в польській стали загальноприйнятими лише в XIX столітті. Хребет також часто називають англійською як «Гіркошені».

## Географія

### Геологія
Гори Карконоші належать до одиниці геологічного районування Карконошо-Ізерського блоку. Основу геологічного складу гір складають докембрійські та палеозойські метаморфічні породи (здебільшого кристалічні сланці). Вони утворюють південну та східну частину Карконошів, а саме: південні фрагменти Богемського хребта, Головного хребта, майже весь Чорний хребет із Снєжкою, хребет Коварського та хребет Ласоцького. Карконошо-Ізерський плутон (граніт) також подекуди проникає в давню кристалічну структуру. Крконоський граніт утворився під час герцинського горотворення в пізньому карбоні. Його вік визначили від 300 до 330 мільйонів років. Західна частина Головної гряди гір і північні передгір'я складені з граніту. 
Крім того, невеликі уламки на південній околиці гір Карконоші, що межує з передгір'ям Карконоші, складаються з вулканічних порід — порфірів, мелафірів і їх туфів верхнього карбону і нижньої пермі.
Південно-східні частини гір Карконоші побудовані з осадових порід, що належать до внутрішньосудетського геологічного басейну: конгломерати, пісковики, аргіліти і глинисті сланці. У східній частині хребта вапняки зустрічаються рідко.
У четвертинному періоді на гори впливали покривні та гірські льодовики, що моделювали місцевий ландшафт. Великі плоскогір'я на північній ділянці гір мають гляціологічне походження. Найкращим прикладом льодовикової діяльності є долини між Лабськими та Рожевими горами та велике кам'яне море на схилах Високого Кола. Плейстоценові відклади також зустрічаються в долинах гір: глини з валунами і брилами морен, річкових і гляціальних пісків, щебеню і гравію.
У Голоцені утворилися алювіальні ґрунти, торфи та торф'янисті мули.

### Геоморфологія Карконоші
Структура гір Карконоші має великі два хребти, що розташовані у напрямку схід-захід, та південні хребти, що відокремлюються від південнішого хребта. У північній частині лежить передгір'я Карконоші.
Головна гряда гір Карконоші поділяється на Сілезький хребет, Чорний хребет(Східний Сілезький хребет) та хребет Коварського. По головній гряді проходить польсько-чеський кордон. 
На південь від Головної гряди тягнеться паралельний, трохи коротший Внутрішний хребет або Богемський хребет, розрізаний посередині ущелиною долини Ельби. Поділяється на Західнобогемське пасмо, з найвищою точкою Казан, та Східнобогемське пасмо, з найвищою точкою Лучна.     
Південні хребти проходять на південь від Головного та  Богемського хребтів. Від Богемського хребта відокремлюються Меховінець, Задні Планина, Чорна гора, що відокремлені притоками річки Ельба. Від Чорного хребта є хребет під назвою Ружова гора, відділений від Богемського хребта та Чорногорської хребта долиною річки Упи, притоки Ельби.
Від хребта Ласовського тягнеться на південь пасмо Лисочина, який переходить в хребет Рихори.
Усі південні хребти повністю лежать на території Чехії.
Паралельно хребту гір Карконоші на північ розташована западина Карконоші-Середні гори, що відокремлює Передгір'я Карконоші від Середніх гір. Складається з багатьох масивів, перерізаних ущелинами  долин струмків.
| Геоморфологічна будова Крконош             | Геоморфологічна будова Крконош             | Геоморфологічна будова Крконош             |
| Богемський масив • Судети • Західні Судети | Богемський масив • Судети • Західні Судети | Богемський масив • Судети • Західні Судети |
| ------------------------------------------ | ------------------------------------------ | ------------------------------------------ |
|                                            | Лінія                                      | Назва                                      |
| ▃▃ ▃▃ ▃▃                                   | Сілезький хребет (захід)                   |                                            |
| ▃▃▃▃▃▃▃                                    | Сілезький хребет (Схід)                    |                                            |
| ■ ■ ■ ■                                    | Хребет Коварського                         |                                            |
| ▃▃ ▃▃ ▃▃                                   | Західнобогемське пасмо                     |                                            |
| ▃▃▃▃▃▃▃                                    | Східнобогемське пасмо                      |                                            |
| ▃▃▃▃▃▃▃                                    | Гори Прічовіцер                            |                                            |
| ▃▃ ▃▃ ▃▃                                   | Гірський масив Рокитниця                   |                                            |
| ▃▃ ▃▃ ▃▃                                   | Вовчий хребет                              |                                            |
| ▃▃▃▃▃▃▃                                    | Меховінець                                 |                                            |
| ▃▃ ▃▃ ▃▃                                   | Задні Планина                              |                                            |
| ▃▃▃▃▃▃▃                                    | Чорні гори                                 |                                            |
| ▃▃ ▃▃ ▃▃                                   | Ружогорський хребет                        |                                            |
| ▃▃▃▃▃▃▃                                    | Хребет Ласоцького                          |                                            |
| ▃▃ ▃▃ ▃▃                                   | Лановська височина                         |                                            |
| ▃▃▃▃▃▃▃                                    | Янська гора                                |                                            |
| ■ ■ ■ ■                                    | Рихори                                     |                                            |

#### Скелі

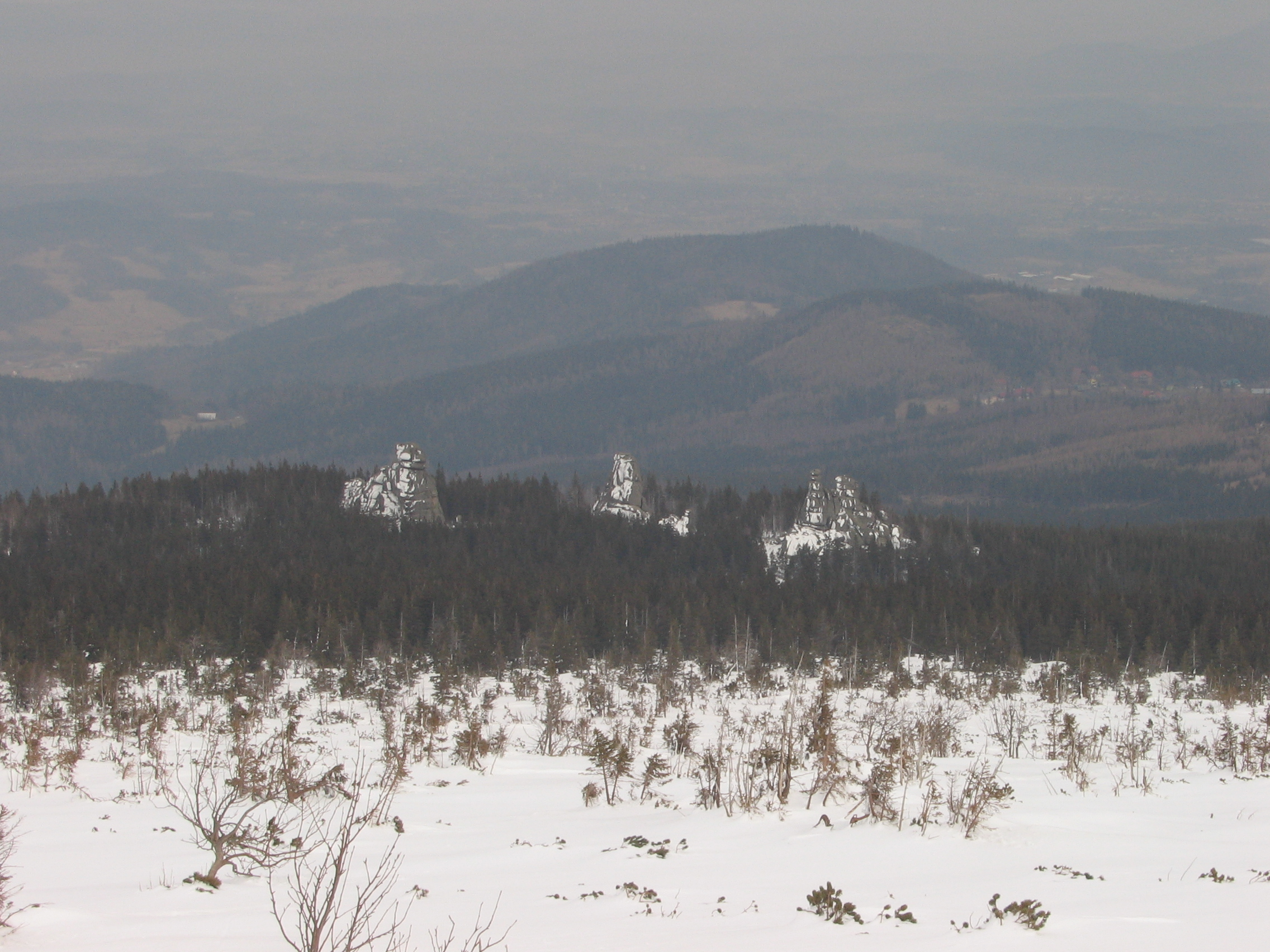
Скелі Пілігрими, Сілезький хребет

Характерним елементом ландшафту Карконоші є мальовничі скельні утворення. Загалом тут нараховується щонайменше 150 груп скель та окремих останцев різного розміру, форми та висоти до 25 м. Через фантастичні форми та пов’язані з ними легенди скелі отримали своєрідні назви: Пілігрими, Пташині гнізда, Скельні ворота, Овечі скелі, Кінні голови, Скелі горобини, Соняшник, Кошенята, Бісер та ін.

#### Льодовикові форми рельєфу
Похолодання в плейстоцені з одночасним зниженням межі снігової лінії в Європі до висоти 1000-1200 м над рівнем моря призвело до створення локального гірського зледеніння в горах Карконоші. В результаті на північному схилі гір Карконоші було створено 6 льодовиків. Це призвело до формування гляціологічних форм рельєфу. На території сучасних гір існують льодовикові цирки (кари). На північних та південних схилах гір розташовано по 6 льодовикових цирків.
Крім того, на північному схилі гір Карконоші є нівальні ніші. Їх розвиток у плейстоцені був спричинений формуванням невеликих плям фірну та снігу, що не змогли досягти рівень льодовика. Найбільшими за розміром є ніші під Снєжним Казаном, Лабским Казаном, Казан Смогорня. 

### Вершини Карконошів
У Карконошах є близько ста вершин заввишки понад 1000 м над рівнем моря.

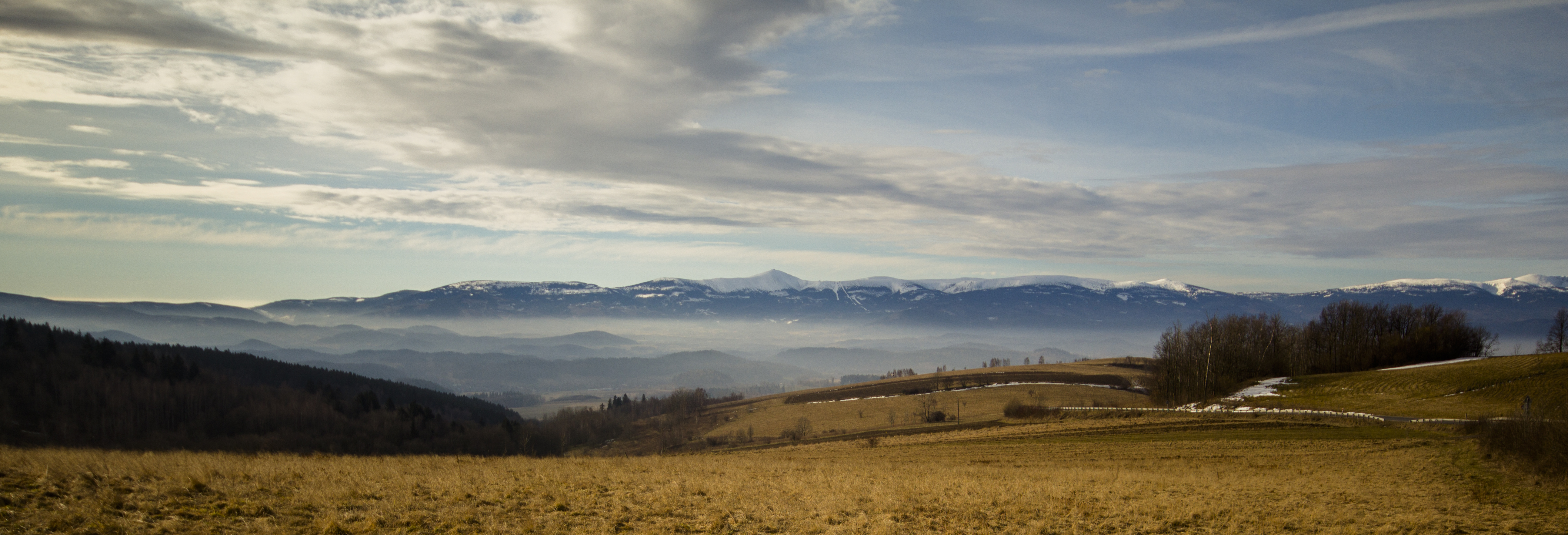
Панорамний вид на хребти Карконоші

| №  | Назва                             | Висота м над рівнем моря | Країна        |
| -- | --------------------------------- | ------------------------ | ------------- |
| 1  | Снєжка                            | 1603                     | Чехія, Польща |
| 2  | Лучна гора                        | 1555                     | Чехія         |
| 3  | Студничні гори                    | 1554                     | Чехія         |
| 4  | Велике коло (пол. Великий шишак ) | 1509                     | Чехія, Польща |
| 5  | Срібна спинка (пол. Смогорня)     | 1490                     | Польща        |
| 6  | Висока рівнина                    | 1490                     | Чехія         |
| 7  | Пік Ельби (франц. Лабський щит )  | 1472                     | Чехія, Польща |
| 8  | Малий Шишак                       | 1440                     | Чехія, Польща |
| 9  | Казан                             | 1435                     | Чехія         |
| 10 | Срібна гірка                      | 1433                     | Чехія, Польща |
| 11 | Шмілець                           | 1424                     | Польща        |
| 12 | Задні гори                        | 1423                     | Чехія         |
| 13 | Гаррахівські камені               | 1421                     | Чехія         |
| 14 | Богемські камені                  | 1417                     | Чехія, Польща |
| 15 | Сілезьке каміння                  | 1413                     | Чехія, Польща |
| 17 | Вербовий пагорб                   | 1412                     | Чехія         |
| 18 | Чорна гора                        | 1411                     | Чехія, Польща |
| 19 | Золотий пагорб                    | 1411                     | Чехія         |

### Клімат

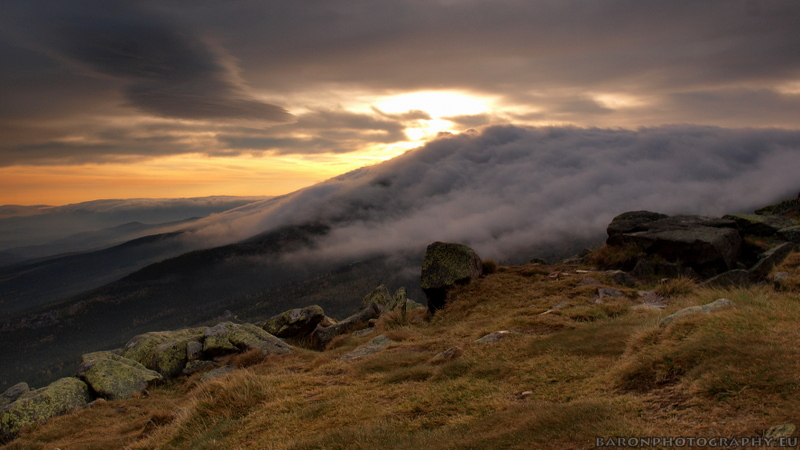
Туман в горах Карконоші

Гори Карконоші мають найсуворіший гірський клімат у Чехії. На вершинах вище позначки 1400 м середня температура повітря постійно иґмаж показник нижче 0 С. Температура змінюється в основному в залежності від висоти. На Снєжці, найхолоднішому місці Карконошів, середньорічна температура становить 0,2 градуса Цельсія. Це найхолодніше місце в Чехії. Кількість опадів у Карконоші також залежить від висоти та орієнтації схилів. Через вплив західних вітрів саме на західних схилах Карконошах протягом року випадає більше опадів, ніж на східних. Найбільше опадів випадає в літні місяці, а найменше в березні. На хребтах середня кількість опадів становить близько 1300 мм/рік, а в долинах головного хребта може бути до 1500 мм/рік. Річна кількість опадів біля підніжжя гір становить приблизно 700 міліметрів. Постійний сніговий покрив формується на вершинах гір з середини листопада, залишається — до травня. Найбільше  сніг накопичується на західних схилах, висота снігу може сягати 15 метрів. 
Через різницю у температурі долин та вершин гірських хребтів на території Карконоші характерні сильні та часті вітри. Головний хребет є одним із найбільш вітряних районів Європи. На Снєжці був зафіксований вітер швидкістю 216 км/год. На північних схилах гір часто дме фен. Через різницю температури повітря в горах спостерігаються часті тумани. Також в долинах та на схилах може формуватися повітряні маси з високою вологістю, що призводить до таких явищ як роса та іній. У горах Карконоші були зареєстровані такі атмосферні оптичні явища: міраж, привид Брокена та вогні Святого Ельма. Протягом XX століття клімат гір Карконоші став тепліше.

### Поверхневі води

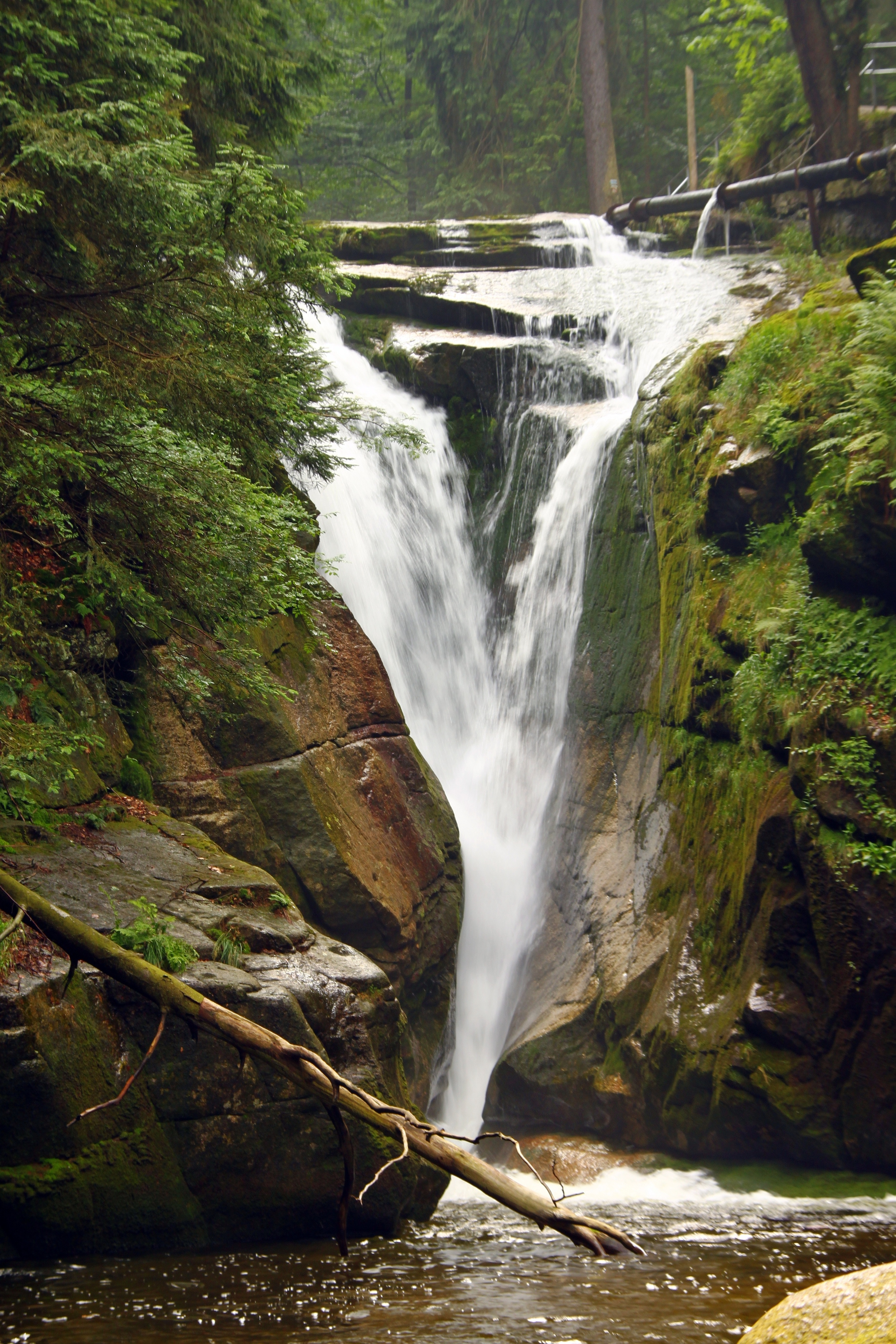
Гірська річка на території Карконоші

По Карконошах проходить природний вододіл між Північним і Балтійським морями. З великих річок, що починаються в Карконоші, — це річка Ельба та її притока Упа,  річка Бубр, ліва притока Одри. 
На багатьох річках Карконоші утворені водоспади. Найвідоміші з них: з чеського боку водоспад Панцава висотою 148 м, водоспад Лаба 34,5 метрів, водоспад Мумлавський висотою менше 10 метрів, а з польського боку водоспад Каменчик, що падає трьома каскадами з висоти 27 м, каскадний водоспад Шкларка має висоту 13,3 м, водоспад Подгурна висотою 10 м. 
На території Карконоші розташовані невеликі озера льодовикового походження: Великий та Малий Став, Мехове.

#### Болота
Торф'яні болота досить численні в Карконошах, тільки в польській частині вони займають 85 га. Найбільше тут низинних боліт (основний тип живлення — підземні води). Оскільки підземні води забезпечують значну кількість поживних речовин, флористичний комплекс цих водойм дуже багатий. 
Верхові болота на Карконошах розташовані у вододільній зоні субальпійського поясу. Це флористично досить бідні водойми, а тому живляться переважно атмосферними опадами. Найбільшою водоймою цієї групи є торф'яне болото в районі гори Снєжка.

#### Ґрунти
У горах Карконоше ґрунти дуже різноманітні. Домінують бурі лісові ґрунти, що займають більше ½ площі. Можна зустріти коричневі ґрунти, підзолисті ґрунти, торф'яні ґрунти.

### Флора
Передгір'я, приблизно до 500 м над рівнем моря, зараз мають дуже мало природних ландшафтів. Практично повністю територія гір розорана або використовується як пасовище. Невеликі частини листяного лісу зустрічаються в околицях Шклярки і в районі Єленя-Гури. Тут ростуть дубово-грабові ліси.
Гірська зона від 500 до 1000 м над рівнем моря має осередки змішаних лісів з переважанням бука та площі смерекових лісів. Рослинність нижньогірських лук дуже різноманітна. Верхній гірський пояс (приблизно до 1250 м над рівнем моря) складається з хвойних лісів.  Зону альпійської рослинності можна знайти лише на найвищих вершинах (Сніжка, Лучні гори, Студнічні гори, Котел і Шреніца). Тут ростуть альпійські трави, мохи та лишайники.
Особливо багатими на видове різноманіття є льодовикові цирки на південній стороні гір та узбережжя гірських озер на північній стороні головного хребта. 

## Охорона природи
Національний парк Карконоше був створений у 1959 році на польській стороні гір Карконоші, а потім Національний парк Карконоші  на чеська сторонам — в 1963 році. У 1992 році Карконошський національний парк разом з прилеглим до нього чеським парком Карконоші були оголошені єдиним біосферним заповідником з рамках програми ЮНЕСКО «Людина і біосфера». Національний парк Карконоше сьогодні складає 55,76 км 2, з яких 17,18 км 2 суворо охороняється. Більшу частину території парку, близько 33,80 км 2 складають широколистяні та хвойні ліси.
Національний парк Карконоші  має площу 363,27 км 2. Охоронна зона парку займає 186,42 км 2. Він поділяється на I, II і III охоронні зони, де І зона є найбільш цінною і підлягає найсуворішому режиму охорони.
Суворі правила збереження польського національного парку забороняють лісовідновлення пошкоджених і мертвих лісів. З чеського боку, однак, широкомасштабні проекти лісовідновлення є звичайними. У горах Карконоші також оголошено орнітологічну територію.
Рослини, на які поширюється охорона: арніка гірська, сон  білий, лілія лісова, коручка чемерникоподібна, первоцвіт дрібний, анемона нарцизоцвіта, вовче лико та інші.

## Туризм

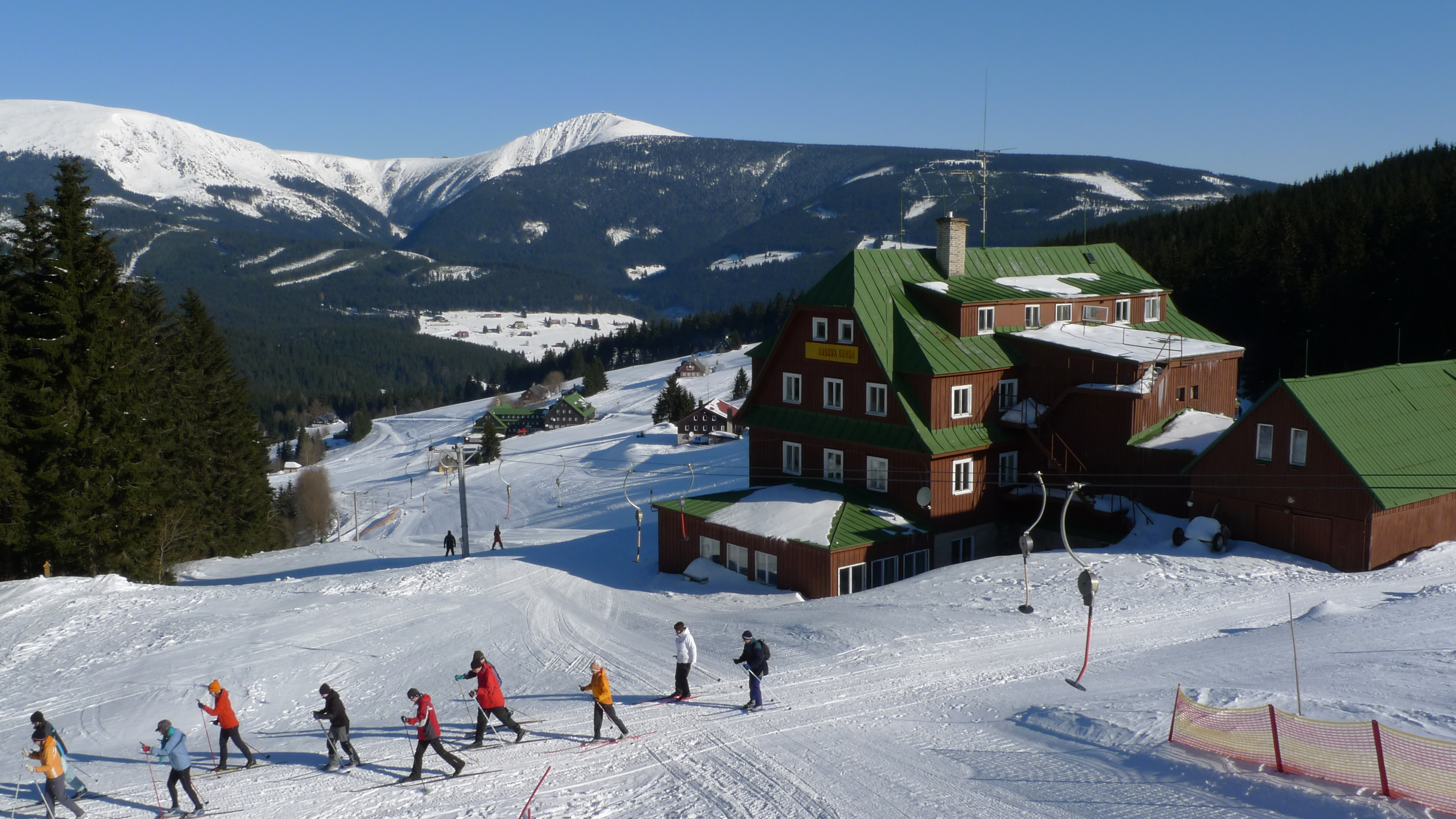
Гусова буда в горах Карконоші

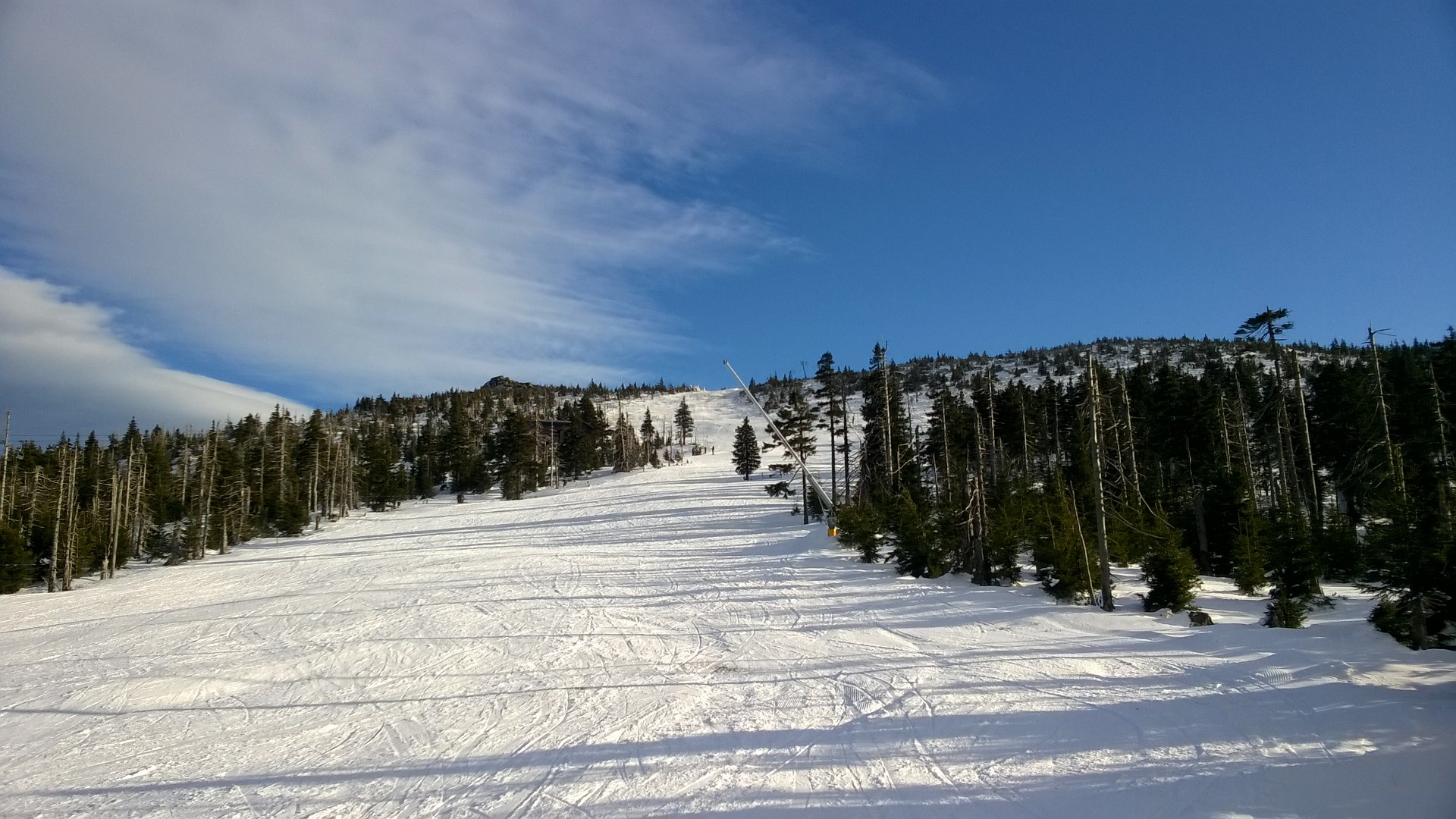
Шклярська Поремба, схил гори

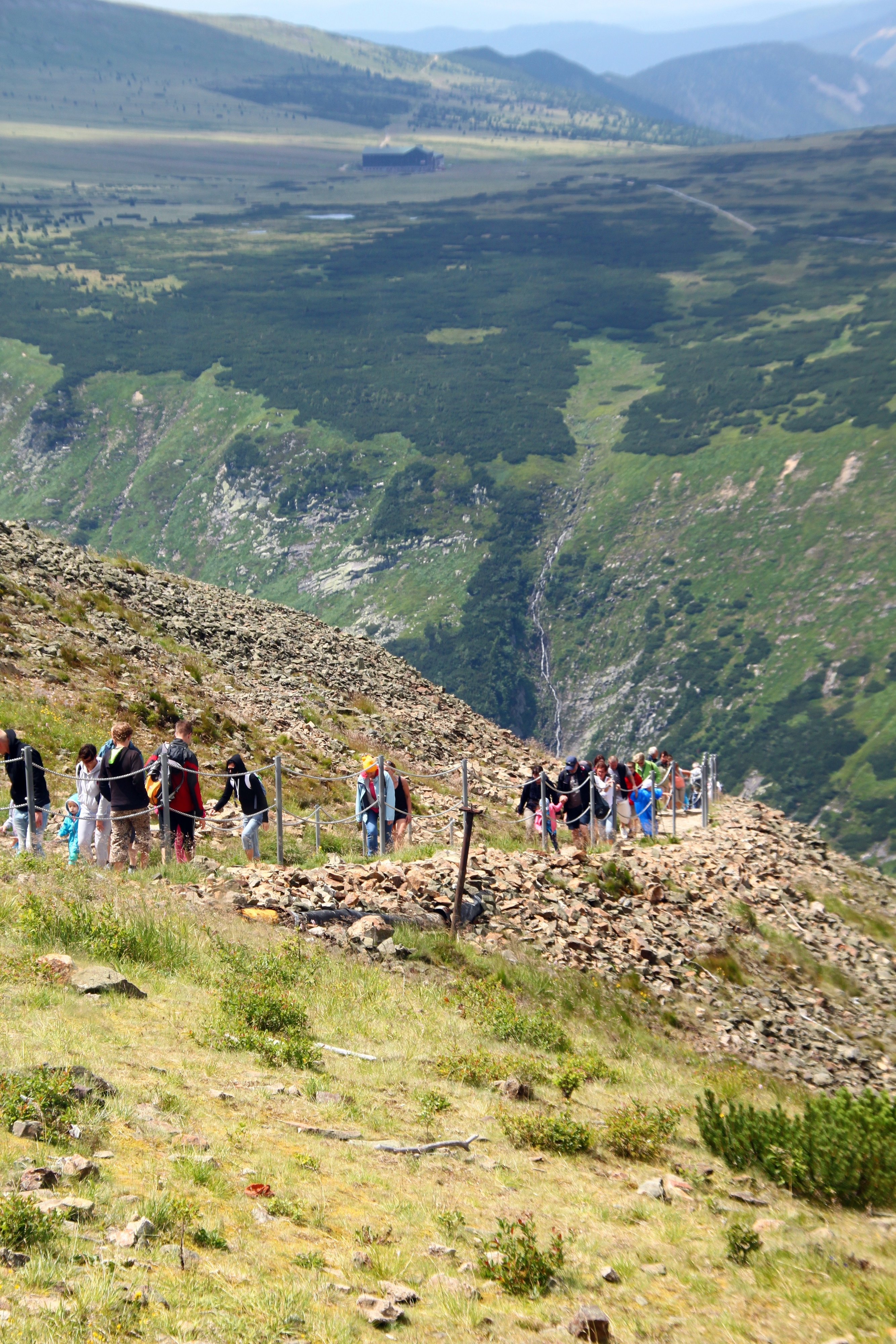
Туристична стежка в Карконошах

Карконоші є однією з найбільш традиційних туристичних зон у Центральній Європі. Ще в XVIII і XIX століттях сходження на Шнекоппе (Сніжка) були дуже популярним відпочинком. З 1815 р починає розвиватися такий активний вид відпочинку як катання на санях, але він був можливий тільки в декількох місцях.
Наприкінці XIX століття засновано першу лижну організацію, створено пішохідні стежки та відкрито оглядову вежу на Снєжніку.  Почали розвиватися зимові курорти, включно з використовуванням гірських санок та лиж. 
З кінця XIX століття до початку Першої світової війни на Карконошах  побудовано велику кількість вілл для відпочинку. Також формується готельне господарство. Розвиток залізничного сполучення, прокладання автомобільних шляхів, а пізніше навіть авіасполучення Deutsche Luft Hansa через Гіршберг забезпечили можливість збільшити кількість туристів.  
На початку XX століття були відкриті дві траси бобслея в Шклярській Порембі та Карпачі та траси з трампліном для стрибків на лижах у Галі Шреніцькій та Карпачі.
Після 1945 року гірськолижні курорти розширилися новими підйомниками та трасами по обидва боки гір: крісельні підйомники в Карпачі та Шклярській Порембі, Т-подібні підйомники.
Сьогодні Карконоші є популярним центром літнього та зимового туризму. Найбільш важливими туристичними містами є:
- Пец під Сніжкоюcs[cs]
- Шпіндлерув Млин[cs]
- Маленька Упа[cs]
- Верхній Маршов[cs]
- Янські Лазні[cs]
- Гаррахов
- Рокитниці-над-Їзерою
- Шклярська Поремба (Польща)
- Карпач (Польща)
- Бенецко[cs]
- Їлемниці
- Врхлабі[cs]

На Карконоші існує гірськолижна курортна зона «Черна гора-Пец», створена у 2012 році шляхом об'єднання 6 гірськолижних курортів, та має найдовший схил (у Шклярській Порембі), що дорівнює 3940 м
В останні роки кількість туристів до Карконоші зросла, у 2012 році чеська частина регіону вперше перевищила позначку в один мільйон відвідувачів, коли її відвідали рекордні 1,13 мільйона відвідувачів, а у 2020 році 8,9 мільйона людей. У складі туристів переважають чехи, поляки та німці. 

### Туристичні стежки Карконоші

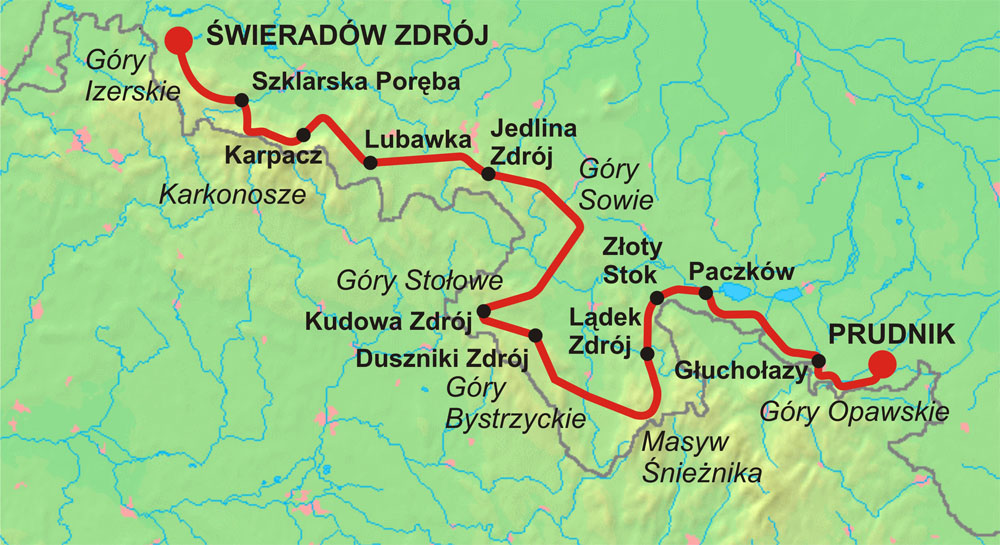
Маршрут Головної судетської стежки

Через хребет пролягають такі маршрути:
- Головна судетська стежка (пролягає головним хребтом гір Карконоші)
- Стежка польсько-чеської дружби[cs] (частково перекривається з попередньою)
- Шлях через гори Регле[pl]
- Високий камінь[pl]

## Фотогалерея

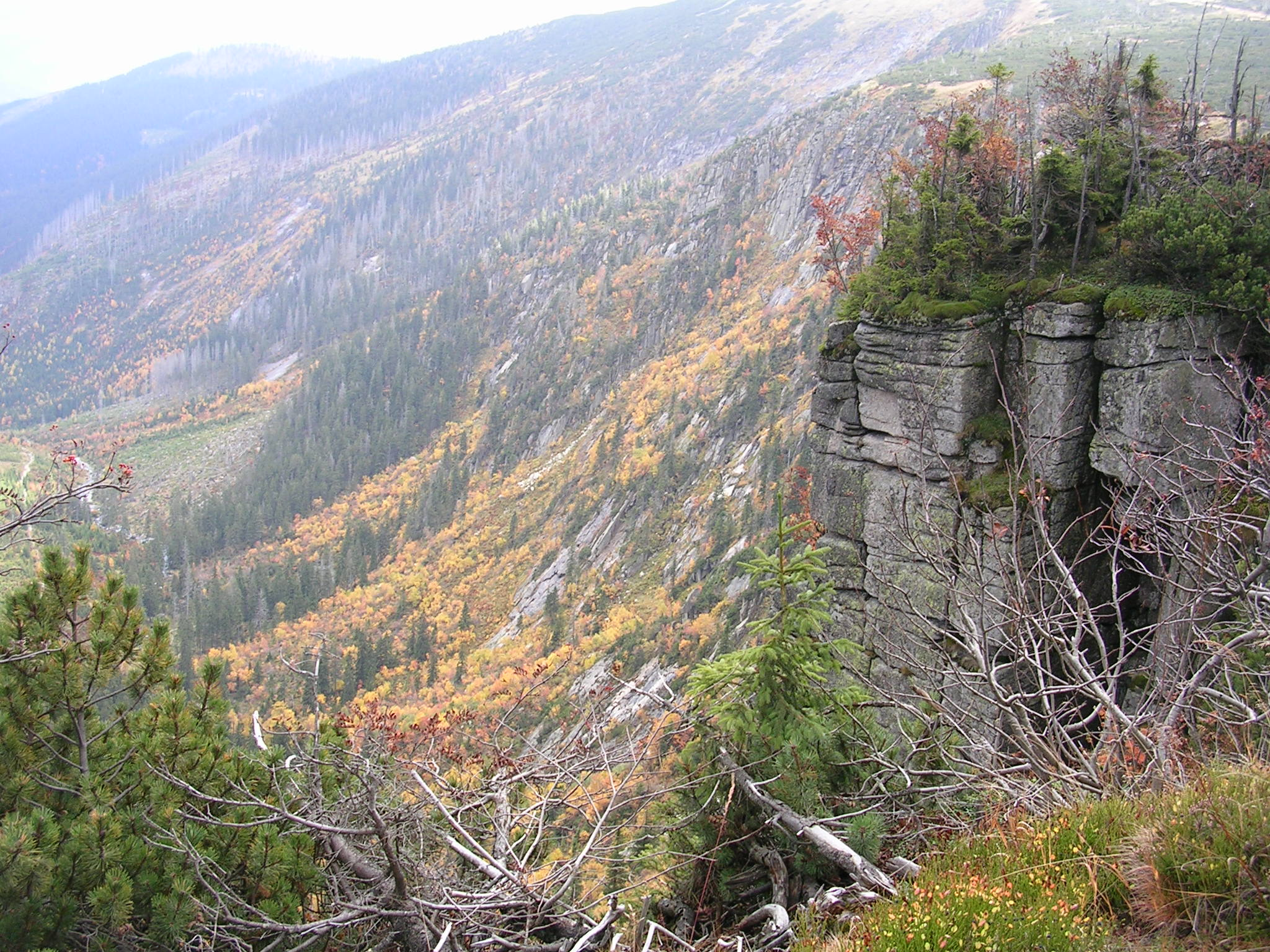
Лабський дул з Панчавського водоспаду
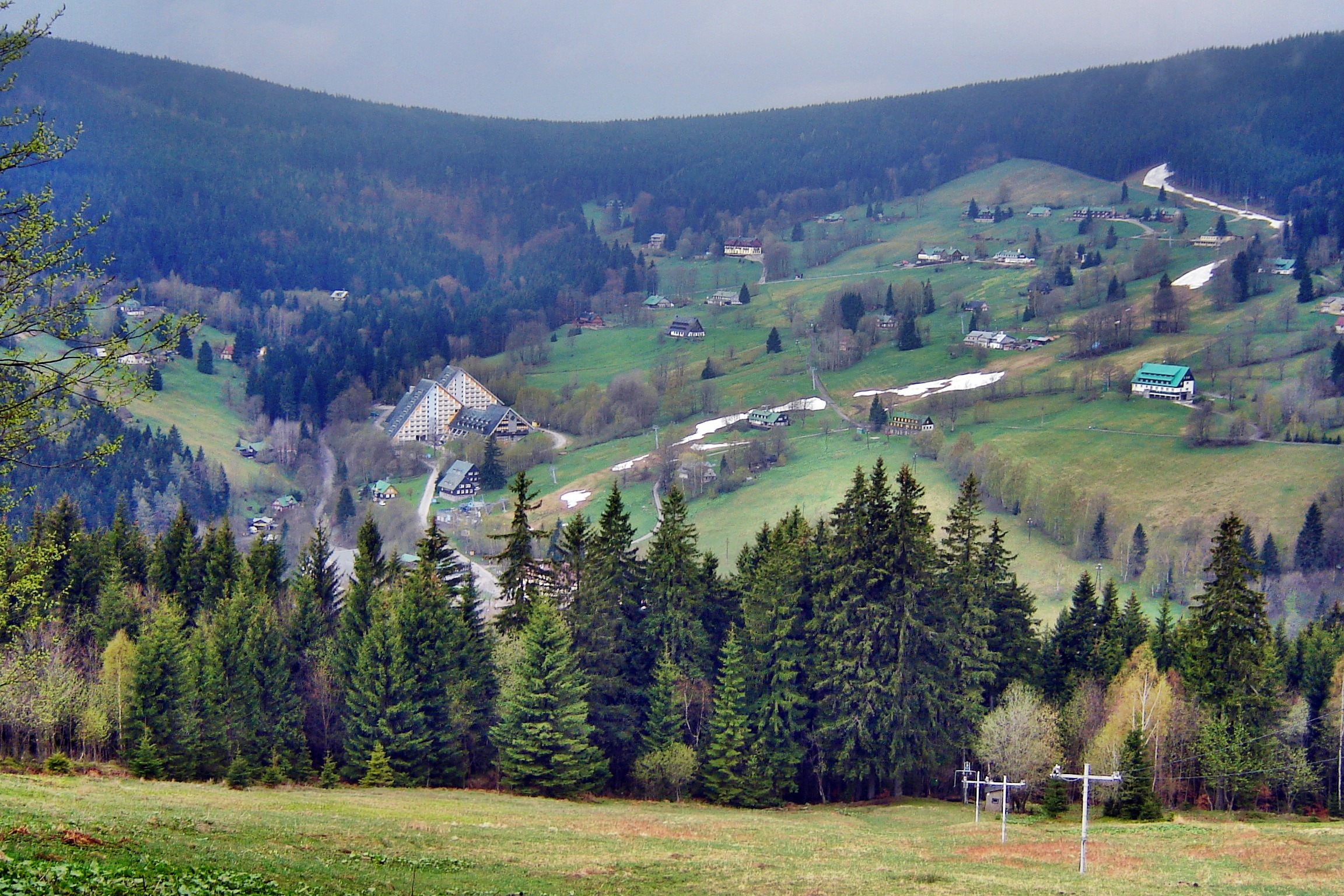
Шпіндлерув Млин
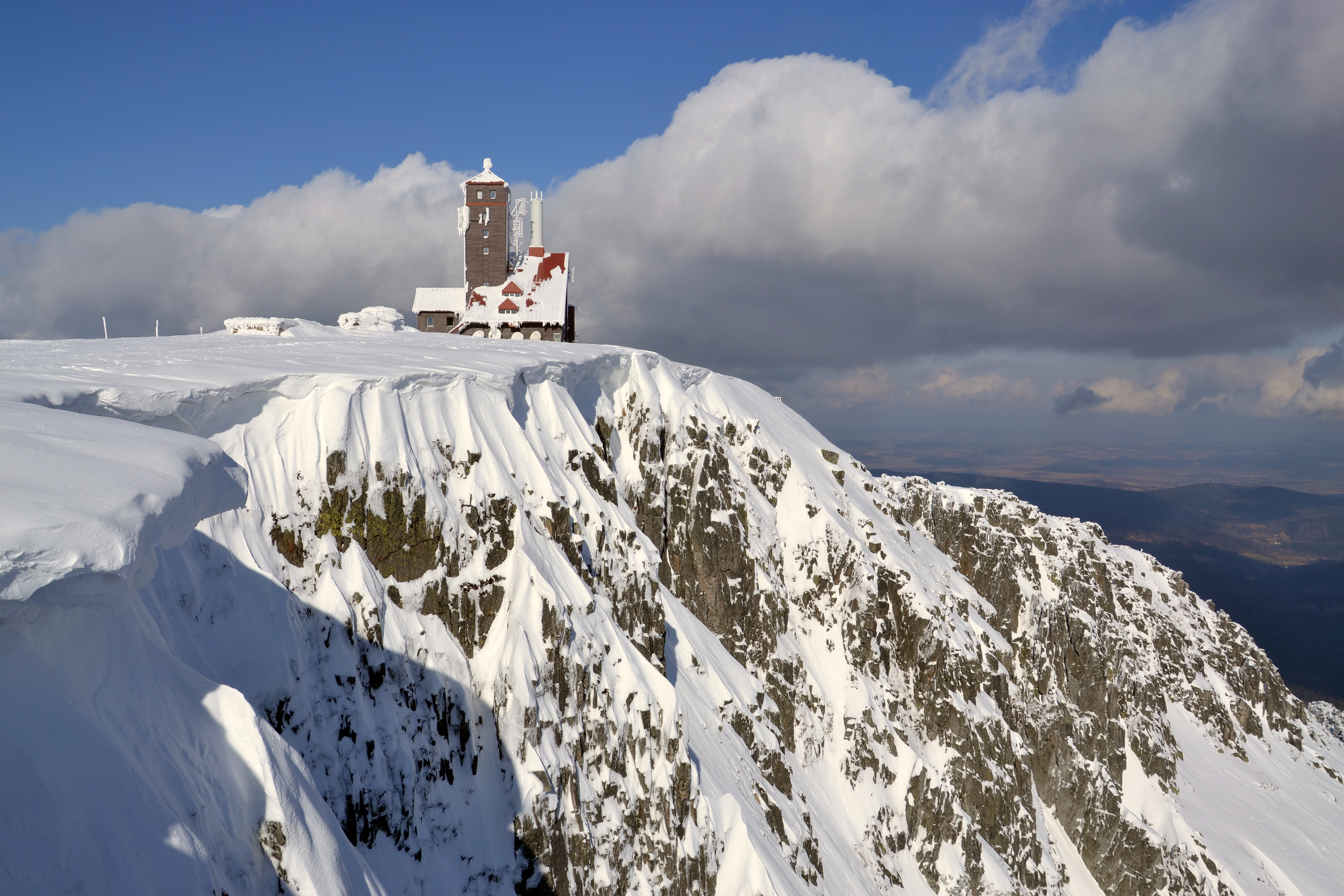
Снігові котли
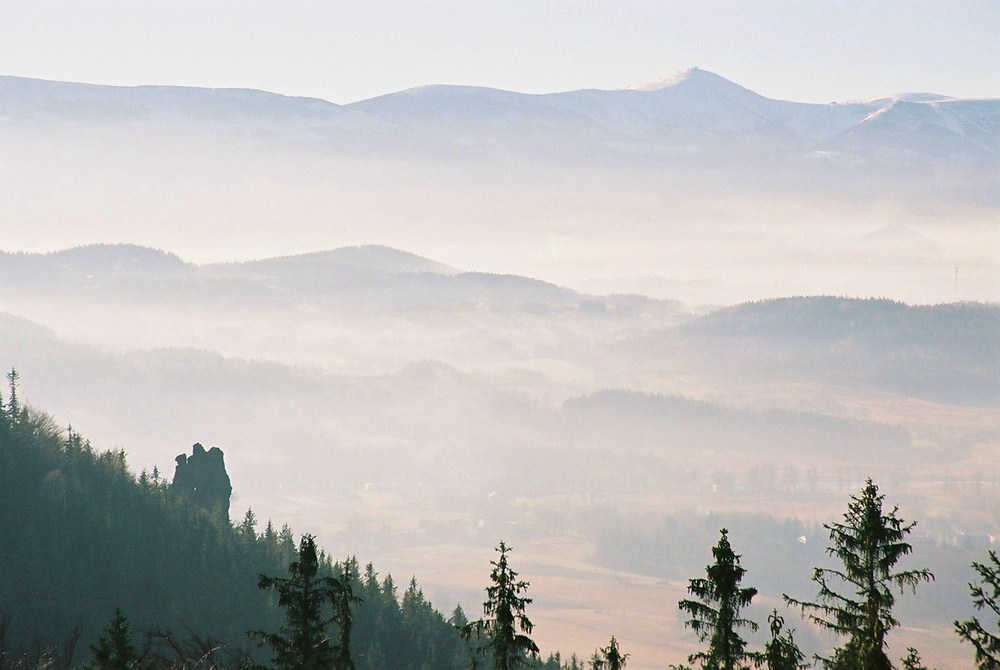
Вид на Карконоші з Великих Яновиць
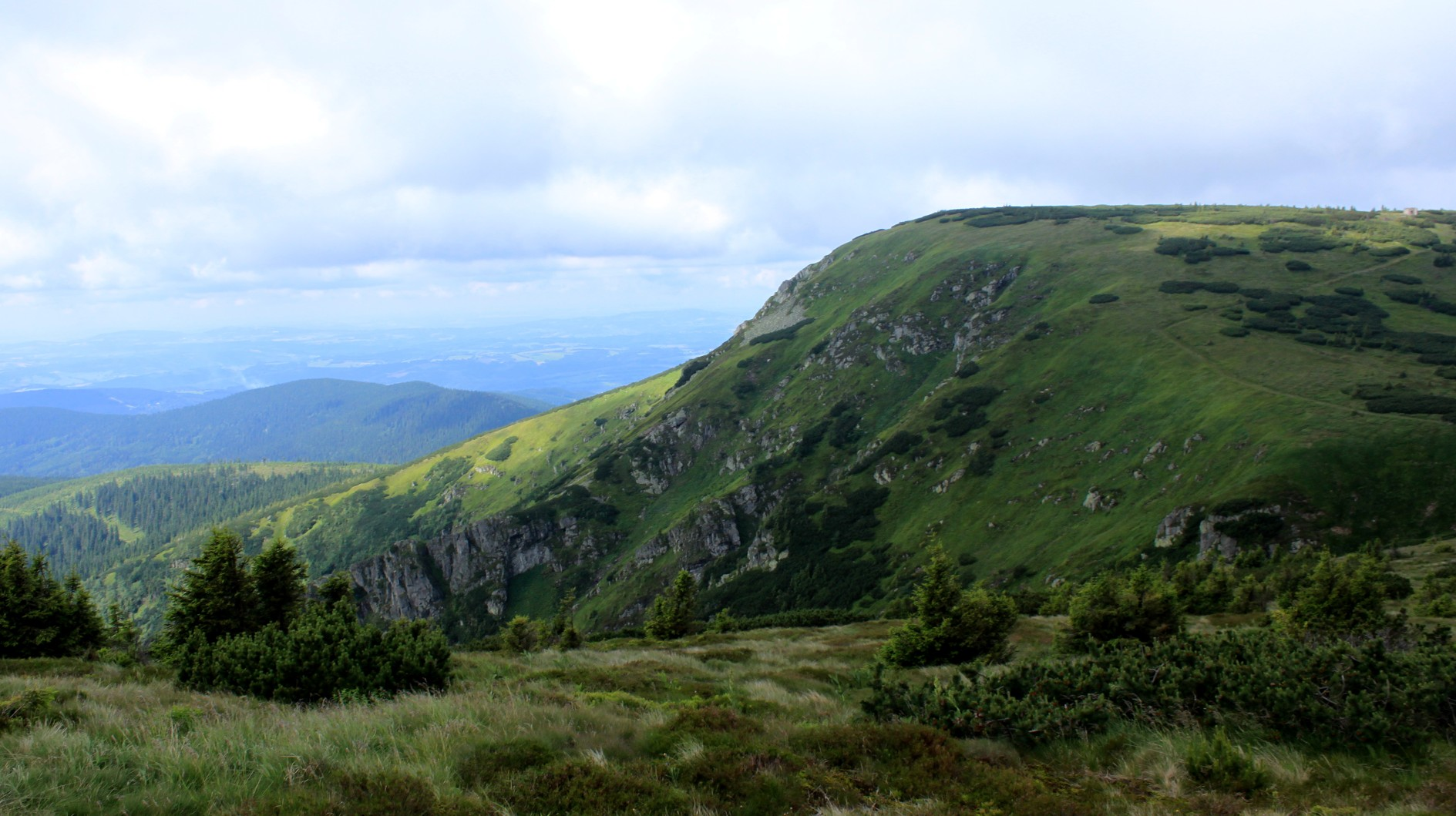
Гора Казан
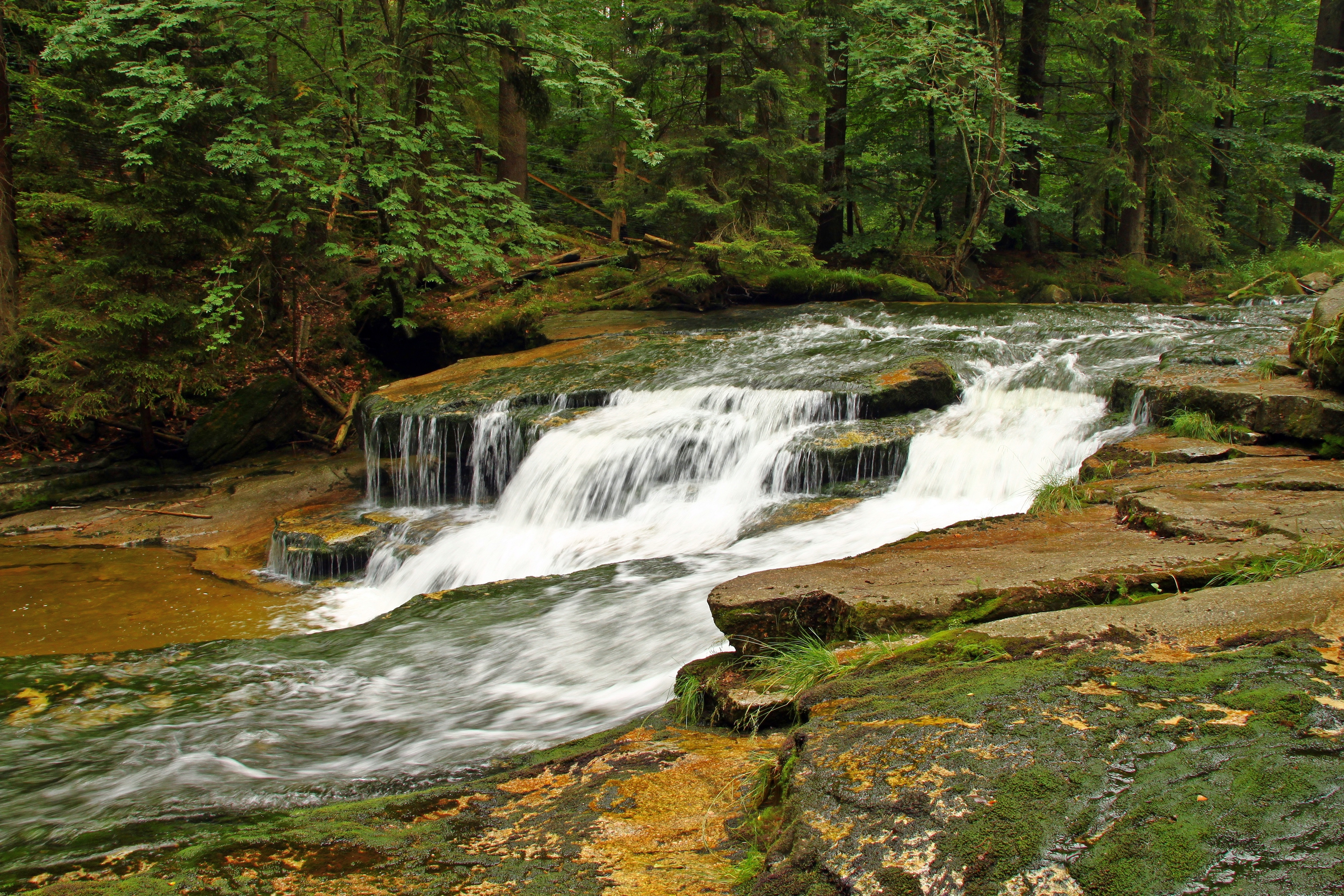
Гірська річка